# Sergej Pankejev
Sergej Konstantinovitj Pankejev (ryska: Сергей Константинович Панкеев) (1886–1979), född och avliden i Ryssland är främst känd som "Vargmannen", en av Freuds mest omdiskuterade och betydelsefulla patienter. "Aus der Geschichte einer infantilen Neurose (1918) utgår mer eller mindre uteslutande ifrån "fallet vargmannen", men Vargmannen återkommer i många av Freuds verk, framför allt i "das Unheimliche" (1919). 

## Biografi
Pankejev föddes på julafton 1886 på sin förmögne fars gods vid Dneprs strand norr om provinsstaden Cherson. Familjen som levde på godset bestod förutom Sergej Pankejev och hans föräldrar av en barnsköterska (Nanja), en engelsk guvernant vid namn Miss Oven, och hans två och ett halvt år äldre syster Anna. Vid mycket späd ålder drabbades han av lunginflammation och malaria och var nära att avlida. Han överlevde dock och tillbringade sina första fem levnadsår på godset där familjen bedrev jordbruk och fåruppfödning. Somrarna tillbringade de i en sommarbostad i det närliggande Tjornij.
I fyraårsåldern utvecklade Pankejev en stark vargfobi, och hade den ”nyckeldröm” som finns återgiven nedan. Via modern och sin Nanja lärde han sig på godset om Gud och Kristus, och var för en tid djupt berörd och troende. Sedermera drabbades han dock av starka tvivel, vilka i sin tur gav upphov till skuldkänslor. Då han fyllt fem sålde fadern godset och familjen flyttade till Pankejevs stora besvikelse till Odessa, där fadern köpt en villa (Pankiev:18–24). Sergej Pankejev hade en nära och innerlig relation till sin syster Anna. Då hon tog sitt liv med gift vintern 1905–06 drabbades han av en mycket djup depression. Deras mor visade sin sorg genom ihärdiga besök vid Annas grav på Odessas gamla kyrkogård, och han tyckte sig bli allt kyligare bemött av sin mor (34–37).
Våren 1907 beslutade Pankejev att försöka råda bot på sin nedstämdhet genom att företa en resa genom Kaukasus tillsammans med ”herr W.”. De tog tåget från Novorossijsk till Kislovodsk, och därefter häst och vagn till Bermamut. Därefter tog de sig vidare till staden Vladikavkaz, och på mulor tog de sig upp till glaciärerna och färdades utmed floden Terek. Nästa anhalt var staden Kutaisi där de övernattade och sedan tog tåget till Tbilisi. Därifrån besökte de kurorten Borsjomi, innan de for vidare via Abastuman till Batum och sedan tillbaks till Odessa. Då han hade landskapsmålning som hobby, och lärts upp av en av fadern anställd lärare ”G.”, passade han under denna resa på att avbilda landskapen de passerade (70–71). 
Efter resan studerade Pankejev juridik i Odessa. Studierna var sedan tänkta att fortsätta i St. Petersburg där han kunde dela boende med sin morbror Basil. (39–48). Han fann sig oförmögen att studera på grund av tilltagande depression. Han rådfrågade sin far, och de beslöt att konsultera en professor B. ”erkänd auktoritet inom neurologins område” (51). Undersökningen ledde fram till diagnosen neurasteni, och den föreslagna behandlingen var hypnos (52). Hypnosen hjälpte tillfälligt, men första gången fick bli den sista, eftersom professor B. hade andra avsikter med behandlingen av Pankejev (han önskade få pengar donerade från Pankejevs fader) och eftersom både Pankejev och hans far ansåg att hypnos gjorde patienten alltför beroende av läkaren (53). Istället sökte de sig till en annan erkänd psykiatriker – Emil Kraepelin (1856–1926).
Pankejev lämnade St. Petersburg som han hela tiden vantrivts i, och begav sig våren 1908 till en kuranstalt i München tillsammans med den doktor H. som skulle presentera honom för professor Kraepelin. Detta var sista gången Pankejev såg sin far i livet. I München bodde de på Hotel Vier Jahreszeiten tills han flyttade till kuranstalten (53–55). I samband med flytten till kuranstalten närvarade han vid en bal för läkarkår och sjuksköterskor – det är här han för första gången såg sköterskan Therese Keller, sin blivande hustru (56). Han blev förälskad omedelbart och bjöd snart ut Therese på söndagsträff i Nymphenburgs slottspark (57). Therese, som var av spansk härkomst, avrådde dock honom från att fästa sig vid henne då hon inte hade för avsikt att inleda fler förhållanden på grund av dåliga erfarenheter i sitt förra äktenskap. De beslutade ändå att ses igen två veckor senare vilket han gladde sig mycket över (60), dock endast för att låta sig nedslås då Therese två dagar innan träffen skickade ett brev med återbud. Den kvällen svalde han en näve sömnpiller och hade svårt att vakna dagen efter. Dåsig men utan bestående skador tilltog sedan tomhetskänslorna och förtvivlan, och läkarna rådde honom att sluta med uppvaktningen (63). 
Just som Dr. Kraepelin konstaterat att Pankejev led av manodepressivitet (likt sin far) och att det var av högsta vikt att han stannade på kuranstalten, beslutade Pankejev att fly från den där rådande tragiska kärlekssituationen genom att lämna kuranstalten, redan efter fyra månader. Han for till München och tog in på Hotel Bayrischer Hof. Där kontaktade han Therese, och bad om ett sista farväl innan han lämnade München bakom sig. Therese kom till hotellet och de tillbringade natten tillsammans, för att sedan ta farväl i tron att de aldrig skulle ses igen (65). Efter utskrivningen tillbringade han två veckor med sin mor i Konstanz, innan han for till morbrodern i Paris. Från Wien gick färden sedan vidare tillbaks till Odessa. Här, vid återresan, betraktade han sig som ”fullständigt ”botad”” (67). Hemma i Ryssland tillbringades tid på moderns gods, och det var här han fick besked om att hans far avlidit i Moskva, inte mer än fyrtionio år gammal (67–68).
Efter faderns död sökte Pankejev åter igen upp Kraepelin och blev då rekommenderad en kuranstalt i Heidelberg. Han drabbades dock av ett ”fruktansvärt tillstånd” kort efter ytterligare ett möte med Therese och någon resa blev aldrig av. Han återvände till Odessa, där han mötte upp sin mor. De beslutade att söka hjälp av Dr. H i Berlin. H berättade att han hittat en passande kuranstalt nära Frankfurt am Main; en nästan sluten anstalt omgärdad av en hög mur. (72–74). Doktorn ordinerade dock inte honom något annat än bad och han förstod att han borde lämna anstalten ”snarast möjligt” (75), att han ”under inga omständigheter ville stanna” (75). Resan gick nu mot Frankfurt. Där konsulterades Dr. Theodor Ziehen (1862–1959), en tysk psykiatriker och neurolog. Åter igen rekommenderades en kuranstalt, denna gång i Schlachtensee, nära Berlin (77). Han beslutade att hälsa på Therese i München allt oftare, trots hennes ”nyckfulla, inkonsekventa och oberäkneliga beteende” (78). 
År 1909 mådde Pankejev bättre, även om han inte kommit över Therese, och beslutade att lämna kuranstalten och fara tillbaks till Ryssland. Innan dess träffades han och Therese ytterligare en gång i Berlin. De hade ett stort gräl och han förstod att han antingen måste bryta helt med henne eller fria. I ett brev bröt han med henne, och skyllde på sin dåliga hälsa (80). Han ångrade nästan omedelbart sitt beslut och föll på nytt in i en djup depression (81). Hans mor föreslog att de skulle söka upp en Dr. D., av ”den gamla skolan” i Odessa. Dr. D. konstaterade att de behandlingar Pankejev tidigare mottagit varit helt felaktiga. Istället talade Dr. D. om Sigmund Freud, Paul Dubois och psykoanalysen. De beslutade att göra ett försök, och även om Dr. D. inte hade någon erfarenhet som psykoanalytiker började han komma ut till godset två gånger i veckan (81-82). Sommaren 1909 berördes Pankejev av två dödsfall, den paranoida farbror Peter och Pankejevs konstnärslärare (83). Samtalen med Dr. D. fortsatte och denne föreslog slutligen att de skulle åka och möta Freud och Dubois. 1919 anlände de till Wien där de träffade Freud och Pankejev kände omedelbart att detta var en man han ville bli behandlad av. Till skillnad från de andra läkarna rekommenderade Freud återupptagande av relationen till Therese, dock inte förrän efter flera månaders analys. Pankejev var mycket nöjd med behandlingens utgång (85). Under Freuds två månader långa semester sommaren 1919 beslutade Pankejev och Dr. D. att besöka Spanien, Paris och Genève (86). I mars 1911 gick Freud slutligen med på att Pankejev skulle få träffa Therese igen. Då de möttes visade det sig att Therese mått mycket dåligt, hon var medtagen och avmagrad. Han beslutade att aldrig lämna henne igen (87). Sex månader senare hade Therese tillfrisknat. De flyttade ihop i Wien, och han hade friat om det inte hade varit emot Freuds regler. Inte förrän efter avslutad behandling tilläts patienterna ta beslut som kunde komma att påverka resten av deras liv på betydande sätt (88–89).
Den 28 juni 1914 (samma dag som ärkehertigen Frans Ferdinand och hertiginnan av Hohenburg mördades, och blev startklossar för första världskriget) avslutades behandlingen hos Freud; vid denna tid träffades för första gången Freud och Therese. Freud tycktes positivt överraskad, och önskade Pankejev och Therese ett lyckligt äktenskap tillsammans nu när behandlingen avslutats. Det stundande kriget kullkastade dock deras planer på att gifta sig redan till hösten. Paret reste snart till Bad Tölz i Bayern tillsammans med Thereses dotter Else. Därefter begav sig Pankejev än en gång till Berlin via München för att fortsätta därifrån till Odessa och godset. I Berlin märktes tydligt hotfulla stämningar gentemot Ryssland. Ryska ambassaden attackerades, och strax efter att Pankejev tillsammans med sin mor passerat den ryska gränsen bröt våldet ut i staden. Nu var alltså Therese fast i Tyskland och Pankejev i Ryssland, medan de båda länderna förde krig mot varandra (91–92). 
Den 31 mars 1938, i samband med att tyskarna invaderade Österrike och Wien där Pankejev och Therese bodde, begick Therese självmord. Det skedde med hjälp av gas i det egna hemmet, medan Pankejev befann sig på kontoret. När hon hittades hade hon varit död i ett par timmar (113–117).

## Symptom
Från ha varit ett "stillsamt och fogligt barn" (Freud 152) blev Pankejev i 4–5-årsåldern "missnöjd, retlig och våldsam" (Freud 152). I samband med utvecklingen av en djurfobi utvecklade han även ett sadistiskt beteende. Han skrämdes av hästar och stora djur, och drömde samtidigt om att plåga dem, och var "grym mot småkryp" (Freud 153, 160). Han fantiserade även om småpojkar som blev instängda och slagna, allra helst på penis. Utöver anala problem, karaktäriserade av oförmåga att släppa ifrån sig avföring på normalt vis (Freud 200), led han under tonår och ungdom av återkommande depressioner, ångest och melankoli. Sedermera, i fullt vuxen ålder, drabbades han av vanföreställningen att han hade ett ohyggligt sår på näsan; men då han uppsökte läkare kunde de inte annat än konstatera att hans näsa var hel och frisk. 

## Vargmannen och Freud
Pankejev behandlades på eget initiativ med psykoanalys av Freud 1910–14. Han led bland annat av återkommande depressioner, melankoli, nervösa störningar, vanföreställningar och anala problem. Både Freud och Vargmannen var övertygade om att ”orsakerna till [vargmannens] barndomsneuros fanns dolda bakom [nedanstående scen]” (Freud:165), upplevd av Pankejev i mycket ringa ålder, då han endast var tre, fyra eller högst fem år gammal (Vargmannen: 1071:162), och som därtill påminde honom om något som ”måste ha hört till en ännu tidigare period” (Freud:166).
"jag drömde att det var natt och jag låg i min säng. (Sängen stod med fotändan mot fönstret. Framför fönstret stod en rad gamla valnötsträd. Jag vet att det var vinter då jag drömde, och natt). Plötsligt gick fönstret upp av sig självt och jag såg till min stora förskräckelse att några vita vargar satt i det gamla valnötsträdet framför fönstret. Det var sex eller sju stycken. Vargarna var helt vita och liknade mera rävar eller fårhundar, för de hade stora svansar som rävar och spetsade öronen som hundar gör när de är uppmärksamma på något. I största förskräckelse, uppenbarligen för att bli uppäten av vargarna, skrek jag till och vaknade" (Pankiev:162)
Pankejev fortsatte med att berätta att det dröjde länge innan han ”blev övertygad om att det bara varit en dröm" (bilden hade varit så "levande" och "tydlig"), samt betonade vilket oerhört obehag scenen fört med sig ("jag tror detta var min första ångestdröm"), hur stilla vargarna suttit i trädet "utan att åstadkomma någon rörelse i trädgrenarna på ömse sidor av stammen" (Pankiev:162), och hur djuren fäst hela sin uppmärksamhet på honom. Särskilt viktiga synes de två sista uppgifterna vara. 
För att förstå drömmen tog Freud i sin analys hänsyn till andra barndomsminnen Vargmannen redogjort för. Att vargarna var vita antas kunna härledas ur de vita lamm Vargmannen sett på godset hemma i Ryssland under sin barndom. Rädslan att bli uppäten av vargarna länkas till hur storasyster Anna brukade skrämma sin lillebror med en bild av en liten flicka på väg att slukas av en stor varg. Vargmannen tror inledningsvis att det är tal om en bild från "Rödluvan", men den visar sig sedermera återfinnas i berättelsen om "Vargen och de sju killingarna". Det är också i denna berättelse vi finner förklaringen till att det handlade om just sex eller sju vargar – i berättelsen gömmer sig nämligen en av killingarna i ett klockfodral medan de andra sex blir slukade av vargen (både sextalet och sjutalet finns således med i berättelsen). Därtill finns vargarnas ”vithet” med i berättelsen; i och med att vargen doppade sina tassar i vitt mjöl, för att undgå att bli igenkänd av killingarna för sina annars karaktäristiskt grå tassar. Trädet och vargarnas hotfulla klättrande i det synes i sin tur höra till morfaderns berättelse, i vilken en varg hoppar in genom en skräddares fönster för att anfalla men får svansen avdragen. En tid senare blir vargen skrämd på nytt då han tillsammans med sin flock möter skräddaren i skogen. Skräddaren har tagit skydd uppe i ett träd, och vargarna beslutar att bilda en stege för att nå upp till honom. Den stympade vargen får agera bas. Men skräddaren skrämmer den svanslöse genom påminnelsen ”ta gråben i svansen!”  (Freud:164), varpå vargen flyr undan, varefter alla vargar ramlar ner i en hög. Vargarnas extra yviga svansar i drömmen synes därmed vara en kompensation för sago-vargens svanslöshet. Häri ser Freud en ”otvetydig anspelning på kastrationskomplexet” (Freud:164). Vargen och dess ätande av killingar och flickebarn kopplas i sin tur till en rädsla för Fadern, som enligt Freud därutöver brukat ”kärleksfulla hotelser” (Freud:165) i stil med ”nu kommer jag och äter upp dig” gentemot sina barn.  Drömmen ledde till vargfobi och en allmän dragelse till vargar hos den unge Vargmannen, exempelvis brukade Vargmannen som liten rita tillsammans med storasyster Anna. Till en början ritade de båda träd, men snart upptäckte Vargmannen att systerns sätt att måla träd var mycket mer tilltalande än hans – och då han inte ville imitera henne slutade han upp med att överhuvudtaget rita träd. Istället försökte han ”rita hästar så naturtroget som möjligt, ” (Vargmannen:22) men varje häst han ritade liknade i slutändan ”mer en hund eller en varg…” (Pankiev:22). 
Via ett senare påträffat minnesfragment kan Freud konstatera att Vargmannen haft drömmen strax före sin fyraårsdag, vilken sammanföll med julafton. Han konstaterar nämligen i efterhand att trädet inte var ett valnötsträd, utan en julgran. Vargmannen hade denna jul varit väldigt förväntansfull och förväntade att få dubbla uppsättningar presenter. Denna förväntan ger upphov till drömmen, men det är med stor förskräckelse som den unga drömmaren ser att där inte hänger presenter i trädet, utan hotfulla vargar. Freud konstaterar att drömmen innan julaftonen tillika gestaltar ett tidigare minne, att vargen sannolikt är kopplad till fadern, och att Vargmannen därmed är rädd att ätas av fadern – samtidigt ser Freud att ”bland de önskningar som gav upphov till drömmen måste den starkaste ha varit önskan om den sexuella tillfredsställelse han då längtade efter att få av fadern” (167). Önskan, menar Freud, var så stark att Vargmannen ådrar sig ett mycket tidigt minne kopplat till fadern och sexuell tillfredsställelse, men blir skrämd inför detta, och söker skydd hos ”den mindre farliga barnsköterskan” (Freud 167). Drömmen är alltså en gestaltning av någonting Vargmannen bevittnat som liten, och som med stor sannolikhet lett fram till hans barnneuros. För att förstå sammanhanget bättre härleder Freud ur drömmen, tillsammans med de andra barndomsminnena, en del nyckelord: 
”En verklig händelse – som ägt rum i en mycket tidig period – iakttagande – orörlighet – sexuella problem – kastration – fadern – något fruktansvärt” (Freud 166). 
Detta blir analysens utgångspunkt, och dess slutpunkt blir konstaterandet att Vargmannen i mycket unga år (vid ca. 1,5 års ålder) bevittnat en samlagsscen mellan fadern och modern. Närmare bestämt så blev han ”vittne till ett tre gånger upprepat coitus a tergo (samlag bakifrån)” i vilket han kunnat se ”både moderns könsdelar och faderns organ” och ”förstod både akten och dess innehåll” (Freud 168). I detta finns åter igen en relation till den barnboksbild systern skrämt Vargmannen med som liten; den där en stor varg är på väg att sluka en liten flicka. Vargmannen ansåg själv att ”vargens ställning på denna bild kan ha påmint honom om faderns ställning i den konstruerade urscenen” (Freud 169), och kanske var det av denna anledning som Vargmannen blivit så skrämd av barnboksbilden. Ur detta stammar även Vargmannens ”analerotiska” anlag (Freud 171). Här ligger även en koppling till morfaderns berättelse om den svanslöse vargen, då denne bad de andra vargarna att ”stiga upp på honom” (Freud 171) för att nå skräddaren i trädet.

## Andra tolkningar
Kritik av och/eller omrevideringar av Freuds klassiska tolkning av Vargmannens fall har presenterats av bland andra Nicolas Abraham och Maria Torok i ”The Wolfman’s Magic Word – A Cryptonymy” (1976). Deras tolkning är radikalt annorlunda Freuds, och utgår ifrån att Pankejev i sig gömmer en outtalbar hemlighet som har att göra med kärlek till systern Anna samt dennes relation till Fadern. På grund av motstridiga önskningar i Pankejevs själva begär sker i honom en kryptifiering; varigenom det som skadar honom samtidigt som han längtar efter det hålls vid liv som levande döda inuti honom. Sörjandet av Anna anses alltså ha varit omöjligt för Pankejev, varför det misslyckats radikalt, och gett upphov till hans många problem. De han inte lyckats sörja på ett hälsosamt sätt (introject) blir inkorporerade i hans eget ego, och löser där ut effekter som inte nödvändigtvis kommer från honom själv, utan snarast från de han bär inom sig. Så sägs det till exempel ha varit med hans så kallade nässyndrom, då han fullständigt övertygad om att han hade ett hemskt sår på näsan, trots att den var frisk och hel, och hela tiden tvingades pudra den för att dölja det hemska såret – det var inte hans näsa, utan systern liksom moderns, då modern haft en vårta, och systern precis innan självmordet klagat över sina finnar, och skyllt dem på hennes hemska otur och olycka. Genom att kapsla inne dessa förlorade kärleksobjekt i sig själv, hela som levande döda och ännu verkande i honom, kan alltså ett dubbelt behov tillfredsställas – att utplåna/glömma och samtidigt spara/behålla. 
Pankejev måste dock samtidigt kunna tala och uttrycka sin hemlighet; vilket sker genom ett kryptifierat språk; ett eget verbarium, i vilket associationsbanorna mellan olika ord och uttryck i de olika språk han behärskade (engelska, tyska, ryska) tillåts löpa fritt, varpå ett ord på tyska egentligen kan stå för något helt annat senare i associationsbanan. Detta kan ge andra läsningar av den klassiska drömmen om vargarna: där han berättar att ”I know it was night when I had this dream, and nighttime” vilket på tyska blir ”Ich weisse es war Winter, als Ich träumte, und Nachtzeit”. Vidare heter ”jag vet” på ryska Ja znaju, vilket på engelska kan höras som ett sarkastiskt “Z’naa … you”, “No it’s not you” (som såg det). Vidare ser Abraham och Torok: ””Winter” in Russian, zimoj. With the aid of the Anglo-russian son and the Russian samo saboj ("by itself”) occurring later on, we hear it through the distortion: t’ziboy (it’s a boy); ”when I had the dream” = he dreamed (vidiet son) and ”nighttime” (Notchu = not you = it is not you (the witness)” (Abraham & Torok 36) och så vidare. 
Vidare betonar Abraham & Torok hur Vargmannen blivit till ett spöke som hemsökte psykoanalysen och dennes fader. Gång på gång tvingas Freud se Pankejev insjukna på nytt, trots att alla trauman grävts upp och analyserats, vilket gör Vargmannen till ett psykoanalysens svarta får. Upp till diskussion tas även frågan om autenticitet, och förhållandet mellan fiktion och verklighet. I hur hög grad den så kallade ”urscenen” verkligen återspeglar en sann händelse var en fråga även Freud varit inne på, men utan att våga ta dess eventuella fiktionalitet på allvar. Abraham & Torok ger mer plats åt det fiktiva och förblir öppna för möjligheten att fiktionen som fiktion kan ge effekter som fiktion, och inte till fullo kan ”översättas” utan till viss grad måste få bli kvar inom ”fiktionens ramar”.

## Pankejev refuterar
Daniel Goleman skrev i New York Times:
| ” | Freuds huvudsakliga ingripande i fallet baserades på en mardröm i vilken Vargmannen låg i sängen och såg några vargar som satt på ett träd utanför det öppna fönstret. Freud drog slutsatsen att drömmen symboliserade ett trauma: att Vargmannen, när han var ett litet barn, hade bevittnat ett av föräldrarnas samlag. Freuds version av det förmodade traumat motsades dock av Vagmannen själv, Sergej Pankejev, i en intervju med Karin Obholzer, en journalist som spårade honom i Wien på 1970-talet. Pankejev såg Freuds tolkning av sin dröm som "fruktansvärt långsökt". Pankejev sa, "Det hela är osannolikt", eftersom i familjer av hans socialgrupp sov barn i barnflickans sovrum, inte med sina föräldrar. Pankejev bestred också Freuds påstående att han hade blivit botad, och att han tyckte illa om att vara "propaganda" och "ett mönsterexempel för psykoanalys". "Teorin var att Freud hade botat mig till 100 procent, men detta är helt falskt", berättade Pankejev. | „ |